# Матусі (серіал)
«Матусі» — українсько-російський комедійний телесеріал, створений компанією sister's Production спільно з Yellow, Black and White, Happy People Production і IQ Production.
Зйомки серіалу почалися восени 2015 року. Прем'єра серіалу в Україні відбулася 7 грудня 2015 року на каналі 1+1. Фінальна серія першого сезону вийшла в ефір 30 грудня 2015 року.
Серіал був продовжений на другий сезон, зйомки якого проходили з березня по травень 2016 року. Прем'єра другого сезону відбулася на каналі 1+1 31 жовтня 2016. Фінальна серія другого сезону вийшла в ефір 12 листопада 2016 року.
10 вересня 2016 було офіційно оголошено, що серіал продовжено на третій сезон. Його прем'єра запланована на каналі СТС навесні 2017 року.

## Сюжет
Новоспечена мати Ганна, мама трьох дітей Юля і самотня дівчина Віка — найкращі подруги. Кожна з них, незважаючи на всілякі труднощі, намагається зробити все для того, щоб стати по-справжньому щасливою.

## Персонажі

### У головних ролях
| Актор                      | Роль |
| -------------------------- | --- |
| Олена Ніколаєва            | Анна (Аня) Олексіївна Білоусова 27 років, мама Міши, дружина / колишня дружина Івана, закадровий голос |
| Світлана Колпакова         | Юлія (Юлія) Іллівна Мельникова 31 рік, мама Маші, Саші і Іллі, дружина Роми, журналіст жіночого журналу «КабLook» |
| Олександра Буличьова       | Вікторія (Віка) Миколаївна Смирнова 30 років, лікар-андролог, вагітна від Андрія |
| Сергій Лавигін             | Роман (Рома) Олександрович Мельников 32 роки, чоловік Юлі, тато Маші, Паші і Іллі, продавець-консультант магазину побутової техніки та електроніки (1 сезон), менеджер дилерського центру «Демидов моторс» (2 сезон) |
| Олександр Ратніков         | Іван (Ваня) Миколаєвич Смирнов 31 рік, чоловік Ані, тато Міші, брат Віки, старший менеджер / колишній старший менеджер дилерського центру «Демидов моторс»                                                           |
| Роман Полянський           | Костянтин (Костя) Андрійович Грачов лікар-педіатр, колега, близький друг і таємний шанувальник Вікі |
| Володимир Жєребцов         | Андрій Кирилович Анісімов вчитель географії в школі, закоханий у Віку |
| Павло Трубінер             | Сергій Сергійович Давидов письменник, був закоханий в Аню, автор жіночих романів під псевдонімом Роза Шарп |
| Юліана Бажанова            | Марія (Маша) Романівна Мельникова 11 років, старша дочка Юлії і Романа |
| Олександр Присмотров-Белов | Ілля Романович Мельников 7 років, середній син Юлії та Романа |
| Артемій Падалка            | Павло (Паша) Романович Мельников 5 років, молодший син Юлії та Романа |
| Гліб Лукашевич             | Михайло (Міша) Іванович Смирнов 10 місяців, син Ані і Івана |

### У ролях
| Актор                            | Роль |
| -------------------------------- | --- |
| Юлія Подозьорова                 | Ольга Геннадіївна колега Юлі, дружина Юрія Анатолійовича, коханка Івана, журналіст, що пише про культурне життя столиці в жіночому журналі «КабLook», з 20-ї серії - головний редактор жіночого журналу «КабLook» |
| Максим Віторган                  | Юрій Анатолієвич начальник Івана, чоловік Ольги |
| Тетяна Лютаєва                   | Наталія Юріївна Жукова начальник Юлі, головний редактор жіночого журналу «КабLook» (до 19-ї серії), кохана Іллі Борисовича                                                                                        |
| Серафима Низовська               | Валерія (Лера) Анатоліївна куратор жіночого журналу «КабLook» |
| Антоніна Коміссарова             | Антоніна (Тоня) колега Юлі, журналіст жіночого журналу «КабLook», зведена сестра Юлі, мама Іллі |
| Володимир Сімонов (з 21-ї серії) | Ілля Борисович батько Юлі і прийомний батько Тоні, дід Маші, Іллі та Паші, колишній кримінальний авторитет, відсидів у в'язниці близько 15 років, власник жіночого журналу «КабLook»                              |
| Євгенія Осіпова (з 21-ї серії)   | новий лікар-лор |
| Євгеній Токарев                  | Женя бармен, колишній коханий Віки |
| Дмитро Мазуров                   | Олег колишній коханий Вікі |
| Марія Буравлева                  | Саша колега Або, журналіст, що пише про моду в жіночому журналі «КабLook» |
| Марія Болонкіна                  | Таня коллега Юли, журналист, пишущий о моде в женском журнале «КабLook» |
| Анастасія Привалова              | Лена колега Юлі, помічник головного редактора жіночого журналу «КабLook» |
| Станіслав Бондаренко             | Степан Макаров 30 років, співробітник сервісного центру з обслуговування автомобілів, колишній коханий Вікі |
| Юрій Васільєв                    | Микола Петрович Смирнов батько Івана і Віки, чоловік Віри |
| Татьяна Аугшкап                  | Віра Борисівна Смирнова мама Івана і Вікі, дружина Миколи |
| Світлана Немоляєва               | Світлана Олейникова співробітниця Третьяковської галереї |
| Анжеліка Каширіна                | Світлана |
| Констянтин Соловйов              | Діма бізнесмен, колишній коханий Віки |
| Ксенія Непотрєбна                | Яна перукар Віки |
| Всеволод Макаров                 | Альберт тренер з фітнесу |
| Максим Радугін                   | Ігор художник, колишній коханий Віки |
| Марина Яковлева                  | Людмила Андріївна Білоусова мама Ані, дружина Олексія |
| Сергій Баталов                   | Олексій Петрович Білоусов батько Ані, чоловік Людмили |
| Людмила Гаврилова                | Тамара Іванівна мама Андрія |
| Сергій Колесніков                | тато Кості |
| Марія Ільюхіна                   | Маришка |
| Олена Валюшкіна                  | мама Юлі, колишня дружина Іллі |
| Татьяна Догілєва                 | Регіна Тимофіївна сусідка Юлі та Романа |

## Саундтрек
| Виконавець                            | Назва композиції                |
| ------------------------------------- | ------------------------------- |
| Альма Коган                           | Never Do A Tango With An Eskimo |
| Розмарі Клуні                         | Sway                            |
| Тіна                                  | Ваня                            |
| Olivia Millerschin                    | 365                             |
| Rob Bagshaw, Tara Chinn, Emily Taylor | I'm Like a Fool                 |
| Clair                                 | Genius                          |
| Жаннат Керімбаєв                      | Ти сказала «Ні»                 |
| Група Neon Tiger                      | Cheeky monkey                   |
| Джамала                               | In My Shoes                     |
| Faijee                                | Hard Loving                     |
| Група «Бумбокс»                       | Хеппі енд                       |
| Ялинка                                | Море всередині                  |

## Епізоди
| Сезон | Серії | Період трансляції           |
| ----- | ----- | --------------------------- |
| 1     | 20    | 7 грудня — 30 грудня 2015   |
| 2     | 20    | 12 вересня — 12 жовтня 2016 |
| 3     | 20    | 6 лютого — 7 березня 2017   |

## Факти
- У житті з трьох актрис мамою є тільки Олена Ніколаєва, у неї двоє дітей — син і донька. Вона підказувала сценаристам деякі деталі, виходячи зі свого материнського досвіду[4].
- Для серіалу в павільйоні були побудовані декорації двох квартир героїнь. Причому за допомогою наповнення інтер'єру творці проекту хотіли показати різницю між багатодітною мамою і новоспеченою. Так, будинок Юлі вийшов більше сімейним, у ньому багато іграшок і дитячих речей, а житло Ані схоже на сучасну «дівчачу» квартиру[4].
- На зйомках проекту актриса Олександра Буличова (Віка) проколола вуха. За словами дівчини, для роботи в кіно щоразу доводилося вдягати кліпси. Прочитавши сценарій Матусь і побачивши, що сережкам у серіалі приділили цілу серію, вона зважилася на цей крок[4].
- Частина зйомок Матусь відбувалася в Києві. За словами героїнь, особливо їм сподобалася українська кухня[4].
- Найменшому акторові серіалу Глібу Лукашевичу, який виконував роль сина Ані, на момент зйомок було лише 10-місяців[4].
- Сергій Лавигін, який у серіалі виконав роль чоловіка Юлі, зізнався, що образ героя зовсім йому не властивий. Так, його персонаж — фанат риболовлі, а сам актор вперше на зйомках рибалив[4].